# Tú serás para mí
«Tú serás para mí» es una canción interpretada por la cantante española Edurne, versión en castellano del tema «You're the One That I Want» de la película Grease.
Fue lanzada como tercer sencillo de su tercer álbum Première para dar más promoción al musical de Grease que Edurne estaba realizando en Madrid y que protagonizaba junto a Carlos Solano, con el que está interpretada la canción a dúo.

## Vídeo musical
El vídeo comienza en una calle cualquiera en la que Edurne escucha la canción Sigo enamorada de ti. Ve delante de ella a un chico al que se le cae un papel al suelo. Le sigue corriendo con el papel en la mano diciendo "Perdona". El chico entra por una puerta misteriosa donde todo se llena de humo. Todo resulta ser el patio de butacas de un teatro en el que el chico (Carlos Solano) empieza a cantar la canción vestido de Danny Zucko, y el papel que se le cayó resultaba ser una entrada vip para ver la función. Aparecen todos sus compañeros de Grease que cantan con ellos y representan algunas escenas de la película y el musical.